# Journal of Machine Learning Research
Journal of Machine Learning Research (JMLR) — научный журнал по машинному обучению в искусственном интеллекте. Журнал основан в 2000 году, как альтернатива журналу Machine Learning с открытым доступом. В 2001 году 40 редакторов Machine Learning подали в отставку с целью поддержки JMLR, говоря, что в эру Интернета, было бы недопустимо продолжать публикации в дорогие журналы с ограниченным платным доступом. Они выразили поддержку JMLR, авторы которого сохраняют авторское право на свои публикации, свободно доступные в сети. Печатная редакция JMLR публиковалась MIT Press до 2004 года.